# Teodor Todorow
Teodor Todorow; bg. Теодор Тодоров (ur. 1 września 1989 w Sofii) – bułgarski siatkarz, reprezentant kraju, grający na pozycji środkowego. 

## Sukcesy klubowe
Puchar Bułgarii:
- 2009, 2010, 2011, 2020, 2022[2], 2024[3]

Mistrzostwo Bułgarii:
- 2010, 2011, 2019, 2021, 2022[4]
- 2009

Superpuchar Bułgarii:
- 2021

## Sukcesy reprezentacyjne
Mistrzostwa Europy:
- 2009

Memoriał Huberta Jerzego Wagnera:
- 2016
- 2014

## Nagrody indywidualne
- 2015: Najlepszy środkowy Mistrzostw Europy
- 2016: Najlepszy blokujący Memoriału Huberta Jerzego Wagnera